# Libro de las Aves

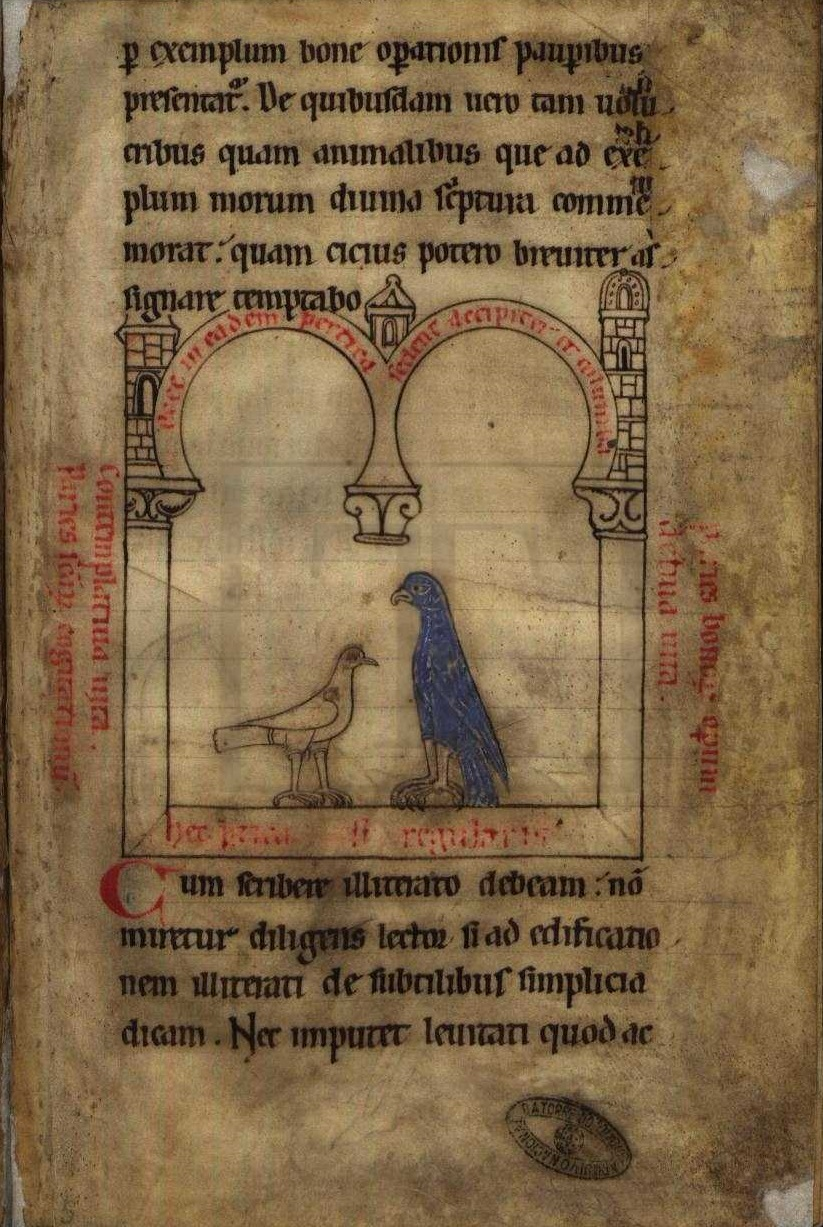
Libro de las Aves: la paloma y el gavilán. Esta imagen representa al autor de la obra, Hugues de Fouilloy, y al fraile Rainiero, al que la obra está dedicada. La imagen, que se encuentra en todas las copias conocidas de la obra original, es una de las dos únicas de las 96 copias estudiadas por Willene B. Clark en que los arcos son de herradura.

El Libro de las Aves (en portugués, Livro das Aves) es un manuscrito ilustrado datado en 1184, penúltimo año del reinado de D. Afonso Henriques, primer rey de Portugal. Fue ejecutado en el scriptorium del Monasterio de Lorvão, próximo a Coímbra. El escribano fue identificado como Egeas, que también transcribió el libro conocido como Apocalipsis de Lorvão. Juntamente con esta obra, el Libro de las Aves está considerado como uno de los más importantes manuscritos ilustrados del nuevo reino de Portugal.
El manuscrito es una obra moralizante sobre aves, de la misma forma que un bestiario es una obra moralizante sobre animales. Como el Apocalipsis de Lorvão, este códice pertenecía a una gran familia europea de copias de un original perdido. Este conjunto merece destacarse por ser el único bestiario medieval dedicado exclusivamente a las aves. Es por tanto una copia de la obra De Avibus, cuya autoría se atribuye a Hugo de Fouilloy, fraile de la Orden de San Agustín. La obra original habría sido escrita entre 1132 y 1172. En la primera fecha, Fouilloy fue nombrado prior de St.-Nicolas-de-Regny. Más tarde, en 1152, pasó como prior a la casa madre, St.-Laurent-au-Bois, cerca de Amiens, en el norte de Francia. La última referencia conocida a Fouilloy es de fecha 1172, por lo que posiblemente fuera el año de su muerte.
El original estaría dedicado a un tal fraile Rainier, un noble que hubo entrado en el convento. En todas las copias de este original perdido, Hugues y Rainier son representados en la más icónica ilustración de la obra. Las copias conservadas del original de Fouilloy, más o menos fidedignas, se podrían clasificar en dos ramas principales, con un total de cinco subgrupos. 
De Avibus es también conocido por otros nombres, entre ellos De Natura Avibus y Aviarium. Se conocen hoy más de un centenar de copias o fragmentos del manuscrito original, dos de ellas en Portugal.

## Características

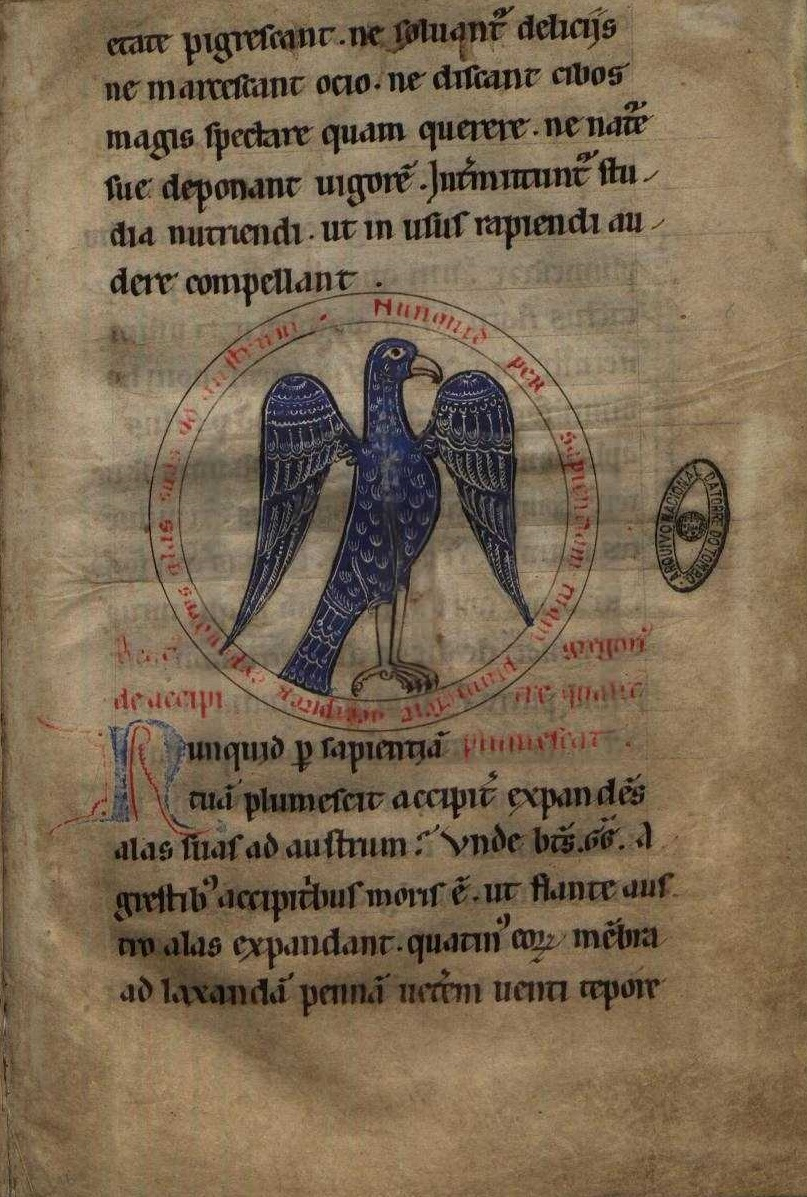
Libro de las Aves: De Accipitre ― el gavilán.

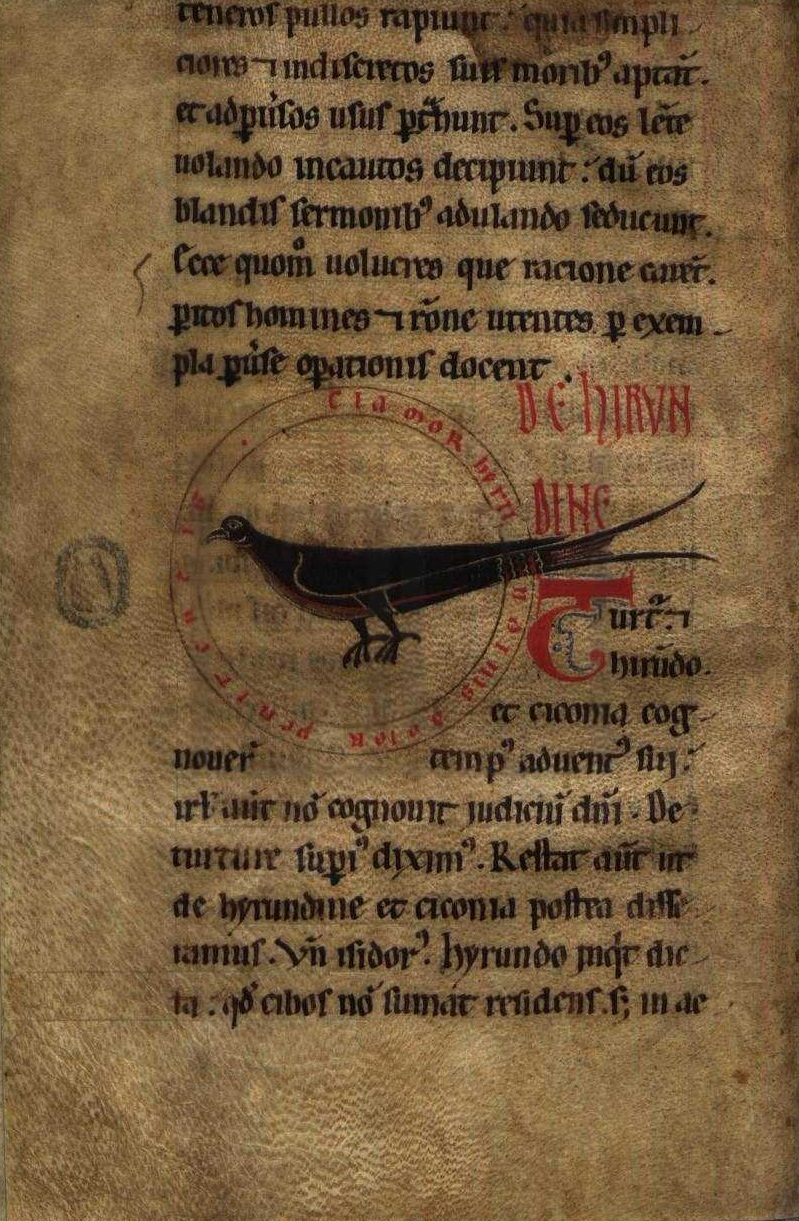
Libro de las Aves: la golondrina.

El códice del Libro de las Aves contiene 194 folios en pergamino con un tamaño de 210 x 137 mm. El libro contiene 26 ilustraciones románicas de aves, con influencias mudéjares, expresamente en los arcos de la ilustración del palomo y del gavilán, que en este caso, contrariamente a la regla de los Aviarios, tiene arcos de herradura (véase la Biblia de Cervera). El libro contiene una decena de ilustraciones. El texto está escrito en latín y emplea la escritura gótica de la época.
El Libro de las Aves se encuentra en la actualidad en Lisboa, en el Archivo Nacional de la Torre do Tombo (cota Orden del Císter, Monasterio de Lorvão, códice 5). El Monasterio de Lorvão pasó a ser un convento femenino en el siglo XIII. Tras la extinción de las órdenes religiosas en Portugal en 1834, el final de las órdenes religiosas femeninas quedó regulada algo más tarde, en 1862. Precisamente entonces, entre 1860 y 1864, fue retirado el Libro de las Aves del Monasterio de Lorvão y depositado en la Torre do Tombo.

### Datación y autoría
El Aviarium de Lorvão fue ejecutado en el scriptorium del monasterio de Lorvão en la época del abad João (1162-1192), en el año 1184, como se puede leer en dos folios:

Scriptus est liber este ad laudem et honorem Di omnipotentis et sancti Mametis laurbanensis monasterii temporum regis Alfonsi, in diebus Johannis abbatis. Era M.cc.XXI.

Ad honorem Di et sancti Mametis in monasterio laurbanense est scriptus liber iste. In diebus Johannis abbatis FINITO LIBRO DONA DEN LARGIORA magistro. Era M.cc.XXII.

La era referida es la Era de César entonces usada en la Península ibérica. La obra fue así acabada en el año de 1184 de la Era de Cristo. En cuanto a la autoría, esta es revelada por un pasaje del Apocalipsis de Lorvão, escrito por la misma mano que el Libro de las Aves, que identifica al escribano como Egeas:

Iban liber est scriptus qui scripsit sit benedictus. Era M.cc.XXVII. Ego Egeas qui hunc librum scripsi...

### Particularidades
El códice tiene la particularidad de haber sido nuevamente encuadernado en fecha desconocida. En el proceso, un folio fue intercambiado. Por esa razón, en el Aviario de Lorvão el buitre y el águila se encuentran intercambiados, ocupando el buitre el capítulo final de la obra en vez del águila como en los demás Aviarios.
Más allá de los arcos de herradura ya mencionados, únicos en el contexto de las ilustraciones de los Aviarios, este manuscrito tiene la particularidad de ser uno de los dos de los 96 estudiados por Willene B. Clark en que el avestruz es representado de forma realista, sugiriendo Clark que quien la pintó tenía conocimiento de la verdadera apariencia del ave, algo raro en los aviarios del norte de Europa.

La Torre do Tombo, en su descripción del códice, hace notar lo siguiente:

Es curioso que la atribución a algunos animales de ciertas características encuentra eco en los cancioneros. Así, según el Libro de las Aves, la rola que pierde el compañero queda sola para siempre, tal como en el poema medieval gallego:
La rula que viudou / xurou nodo más ser casada / en el pousar en rama verde / ni beba en auga crara.

## La finalidad delDe Avibus

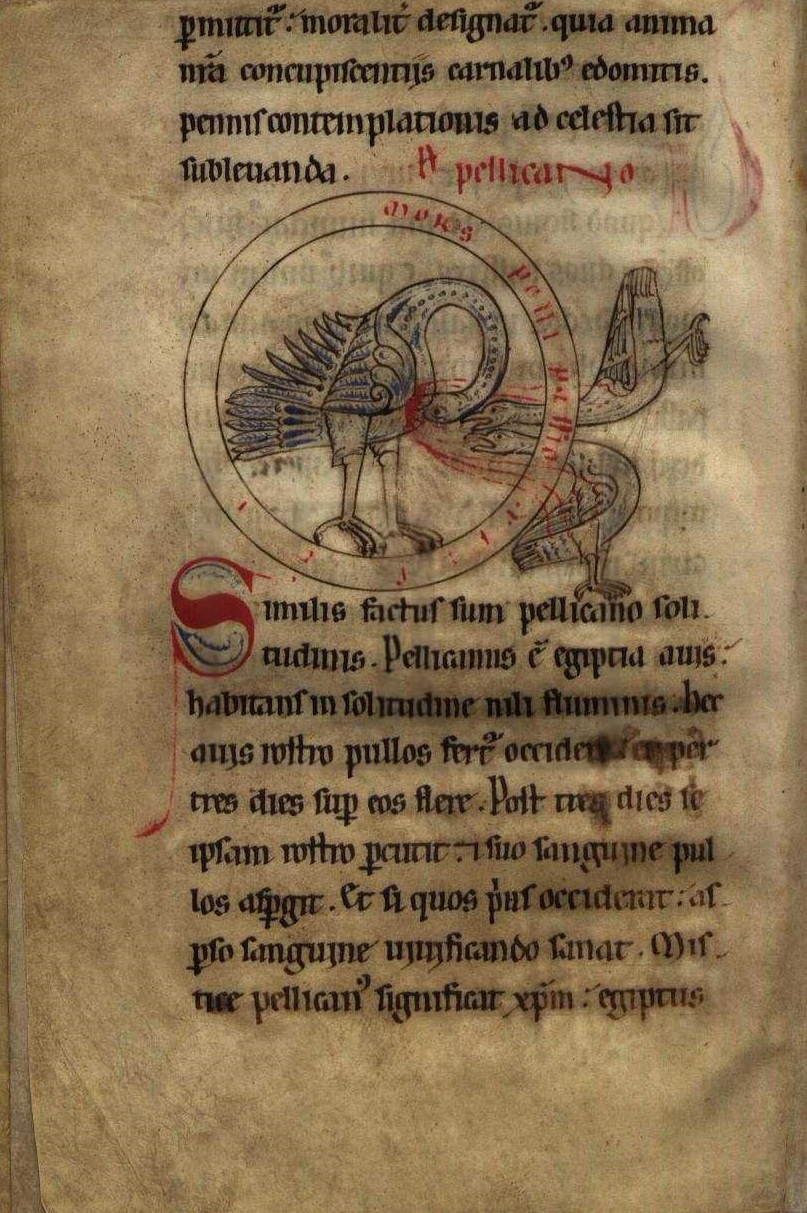
Libro de las Aves: el pelícano

El Aviario de Hugo de Fouilloy es una variante del bestiario medieval. Como tal, es una obra moralizante que utiliza símbolos en forma de aves para sacar lecciones de carácter moral. Cada ave representa ciertas virtudes o pecados, y sirve como inspiración o aviso. Sobre el milano, por ejemplo, se dice que

Milvo timidus est in magnis, audax in minimis... Ecce quomodo volucres, quae ratione carent, peritos homines et ratione usuarios per exempla pravae operationes docent..

Según el códice medieval, el milano es tímido cuando el desafío es grande, y audaz solo cuando es mínimo. Ave cobarde, por tanto, no osa atacar las aves salvajes, prefiriendo emboscar aves domésticas ― como pollos o gallinas― para llevarlas en sustento propio. Acercándose lentamente a los pollos, el milano engaña a los menos atentos para satisfacer su gran voracidad. De igual manera, algunas personas con malas intenciones prefieren a los jóvenes o simples: personas que fácilmente se dejan llevar, para practicar sus perversos vicios. Y lentamente, como vuela el milano, acarician esas personas con malas intenciones a los incautos con elogios seductores. El milano es así una metáfora de las personas con malas intenciones, cobardes y seductores. Y en la lógica de la obra, he ahí como las aves, que carecen de razón, a través de sus acciones enseñan a los hombres...
De modo semejante, vemos por ejemplo que:
- Sobre la garza se dice que su alto vuelo la coloca al abrigo de las tempestades, pues vuela sobre las nubes. El paralelo aquí es obvio: estar más cerca del Cielo ― es decir, preocuparse por el Señor ― es estar al abrigo de preocupaciones terrestres.
- Sobre el vuelo en perfecta formación de las grullas se dice que sirve de plantilla a la vida monacal.
- El gallo sirve de ejemplo como el pregador que anuncia la buena nueva; el primero que despierta la mañana, o sea, aquel que orienta las personas.
- La avestruz, con su cuello muy alto, que da en las vistas, es una metáfora de fariseus e hipocresía.
- El pavão, que levanta la cauda cuando se le quiebre, transformándose completamente, se parece con el adulador.

Las aves pueden también hacer alusión a episodios, personajes o conceptos de las Sagradas Escrituras: el palomo, que ocupa un lugar de destaque en el inicio de la obra, alude así simultâneamente la Noé, al rey David, y Jesus Cristo, así como al Espíritu Santo.

## El cuerpo de los manuscritos delDe Avibus

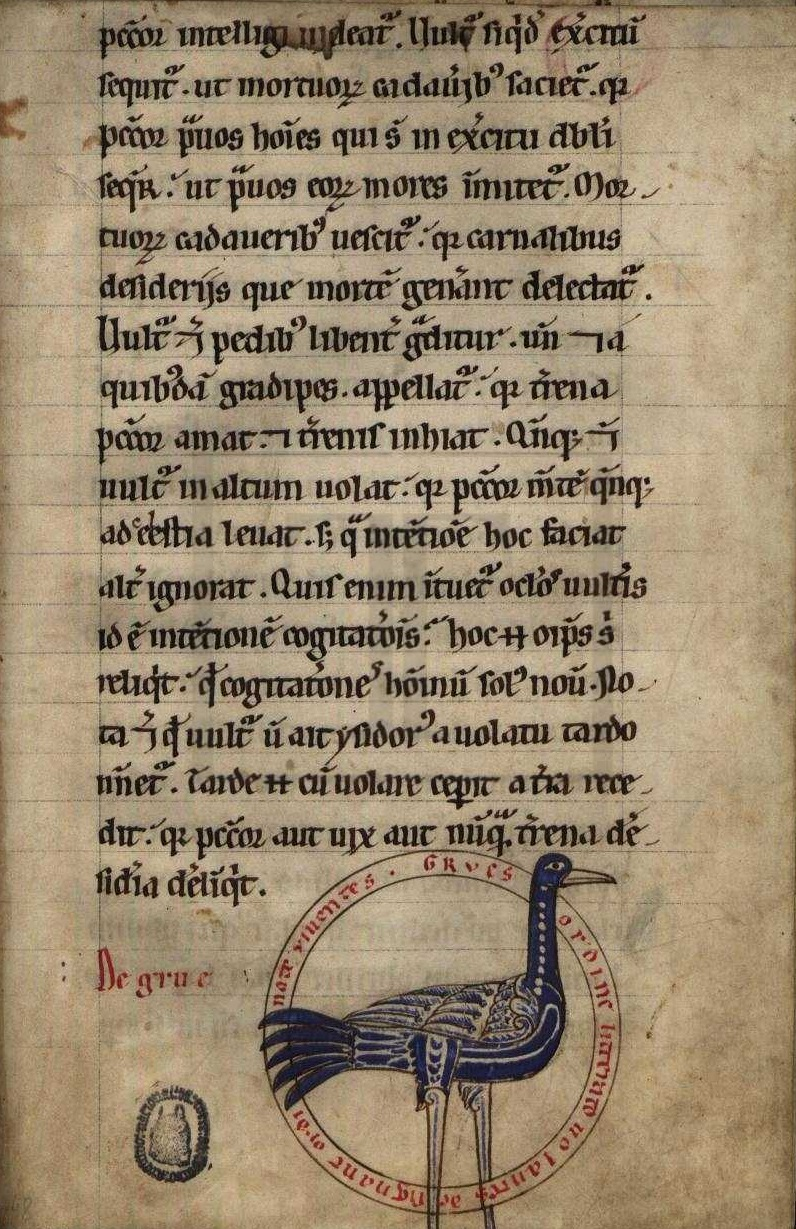
Libro aviar: la grulla

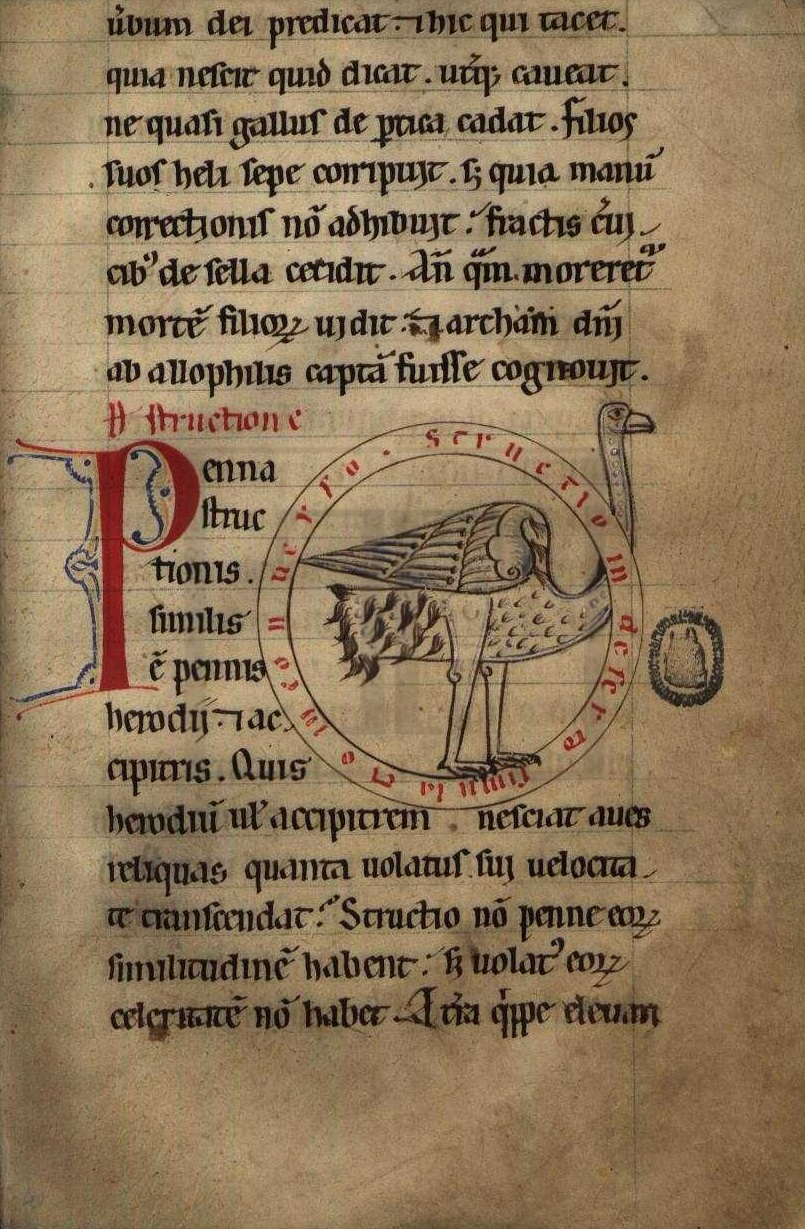
Libro aviar: el avestruz

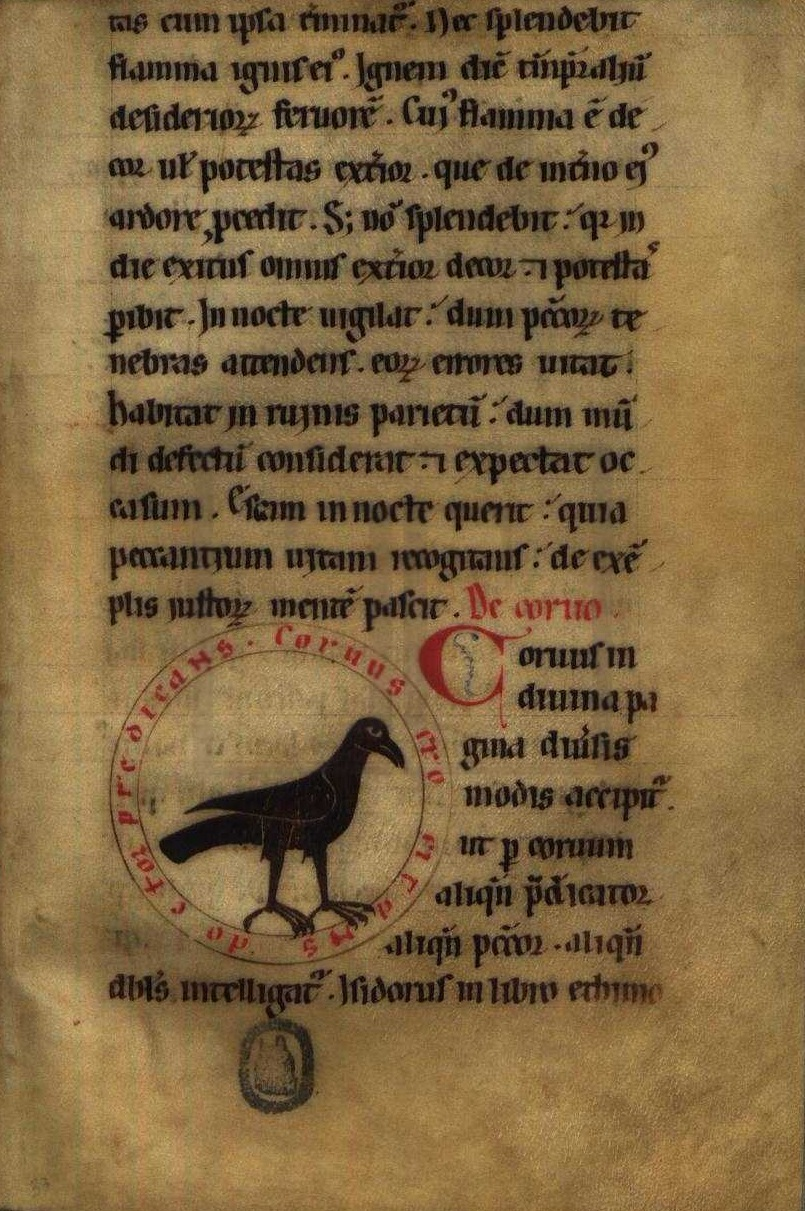
Libro aviar: el Cuervo

Lo De Avibus original conoció una enorme popularidad y difusión aún el siglo XII y el siglo XIII. El cuerpo de códices del De Avibus cuenta así nuestros días con 127 ejemplares conocidos. Clark estudió 96 de los más importantes códices en 1992. Baudouin van den Abeele identificó posteriormente 31 otros ejemplares o fragmentos en 2003.
De las 96 copias estudiadas por Clark, 55 contienen iluminuras. Las copias iluminadas son originárias de Francia (25-26), Inglaterra (12), Alemania y Austria (7), Países Bajos (6-7), Italia (6) y Portugal (5-6). Entre estas últimas, tres se conservan aún en Portugal:
- El Libro aviar del Lorvão, de que trata este artículo. Este es el ejemplar datado más antiguo de todos los Aviários, y posiblemente el más antiguo de todos.
- El Aviário de Santa Cruz, que perteneció al Mosteiro de Santa Cruz de Coímbra, hoy en la Biblioteca Pública Municipal del Puerto (Ms. 43).
- El Aviário de Alcobaça, que perteneció al Mosteiro de Alcobaça, y hoy se encuentra en la Biblioteca Nacional de Portugal, en Lisboa (Ms. Alc. 238).

Tal como en el caso del cuerpo de los llamados Beatos, a que el Apocalipse del Lorvão pertenencia, el cuerpo de los Aviários se encuentra según Clark hendido en dos ramos principales, copiados cada uno de su copia del libro original. Estas dos plantillas originaron en total cinco grupos con características distinguidas:

### Ramo I
- Grupo de Heiligenkreuz

13 Aviários iluminados, de los cuales la plantilla, proveniente del mosteiro de Heiligenkreuz en Austria, es considerado el más próximo en texto e ilustraciones al original de todos los ejemplares conocidos. Los tres Aviários portugueses pertenecen todos a este grupo. Los tres tienen la particularidad de ser los únicos de los 96 estudiados por Clark que son originários de la península ibérica.
Más allá de los tres Aviários conservados en Portugal, un cuarto, el llamado Aviário de Clairvaux por haber pertenecido a la gran Abadía de Claraval, la abadía-madre del Mosteiro de Alcobaça (Bibliothèque Municipale de Troyes, Ms. 177), fue probablemente ejecutado en Portugal, en Coímbra o Alcobaça, cerca de 1200. Este códice presenta fuertes semejanzas con los Aviários portugueses, particularmente con el Aviário de Santa Cruz, y fue posiblemente un presente del mosteiro de Alcobaça a la casa-madre.
- Grupo de París

8 Aviários iluminados de la primera mitad del siglo XIII, especialmente de las décadas de 1230 y 1240, producidos principalmente en la región de París (cinco), y uno en Inglaterra.

### Ramo II
- Grupo de Tener Duinen

9 Aviários iluminados, de los cuales 6 son de las décadas de 1190 y 1200, y 2 son ya del siglo XV, ejecutados en el Norte de Francia y en la Flandres. En este grupo encontramos los primeros ejemplares de Aviários de lujo.
- Grupo de Saint-Martin

11 Aviários iluminados, principalmente de la primera mitad del siglo XIII, con fuertes componentes alemanas y Benedictinas. Todos estos Aviários presentan una estructura de capítulos diferente de la de los restantes grupos.
- Grupo de Aberdeen

7 Aviários iluminados, de ca. 1200 al siglo XIV, de Inglaterra. Los Aviários de este grupo forman parte de bestiários mayores, donde perfazem o complementan las respectivas secciones de aves. Se encuentran así reducidos, en dos casos preservando menos de mitad del texto original. Son los códices de más elaborada decoração de todos.

### Otras copias
Existen aún 6 Aviários iluminados sin afinidades a cualquiera otro grupo, o entre sí. Entre estos se cuentan los dos únicos ejemplares en el vernáculo conocidos, uno en francés, y un fragmento del siglo XIV de nueve fólios en portugués, hoy conservado en Río de Janeiro.

### Copias destruidas
Durante la Segunda Guerra Mundial se perdieron dos Aviários iluminados provenientes de mosteiros franceses, expresamente los de St. Père-en-Vallé y Trois Fontaines. Un tercero Aviário no iluminado, de la abadía de Cheminon, fue también perdido.

### Observancia religiosa
A pesar de los Aviários sean copias de una obra original común, las varias copias presentan diferencias no sólo en la ejecución de las ilustraciones pero también por veces en el texto. Uno de los factores que puede haber influenciado esas diferencias es la proveniência de los códices: códices ejecutados en mosteiros Cistercienses, por ejemplo, exhiben generalmente mayor contención en la decoração de las ilustraciones. Clark identificó los siguientes grupos monacais: Cistercienses (por lo menos 14-16 de las copias iluminadas); Benedictinos (12); Agostinianos (5-6); Franciscanos (2); y Dominicanos (1-2). El Mosteiro del Lorvão en 1184 era, acuérdese, Benedictino; lo de Santa Cruz Agostiniano; y lo de Alcobaça Cisterciense.

## Programa iconográfico

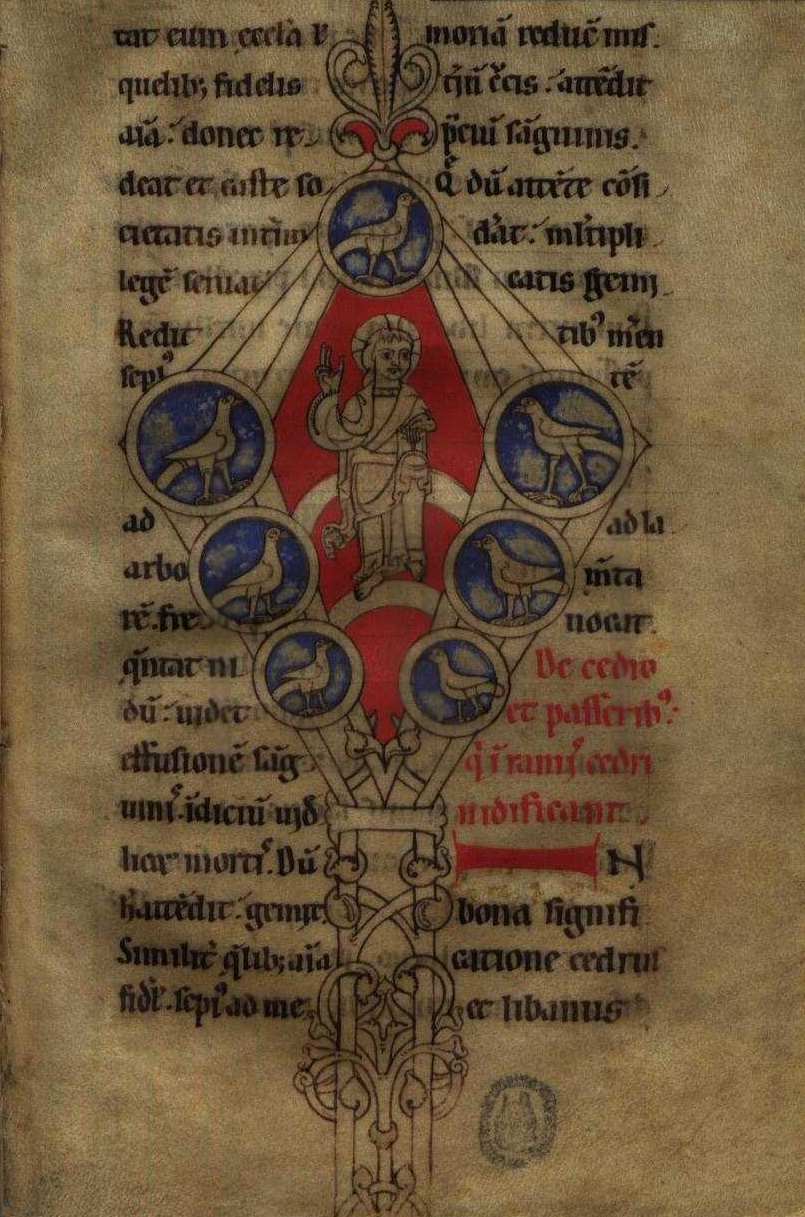
Libro aviar: el Cedro

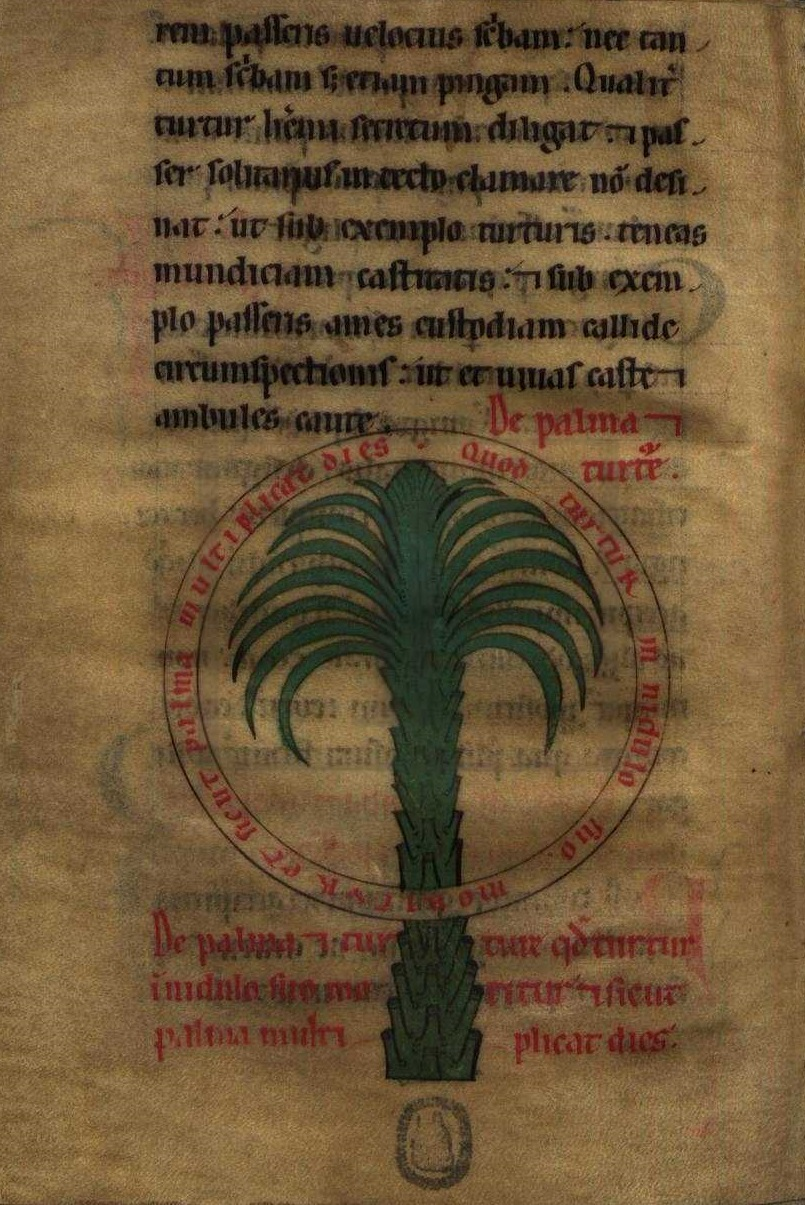
Libro aviar: la Palmeira

Uno de los hechos más impresionantes de los Aviários es que todos excepto siete observan fundamentalmente el mismo programa iconográfico, con diferencias más pequeñas sólo. Aunque el estilo pueda diferir un poco según la época y área geográfica ― tal como en el caso de los arcos de ferradura del Libro aviar, en estilo mudéjar ― la iconografía es la misma. Algunos Aviários omiten una u otra ilustración; otros hacen ligeras alteraciones sólo.
El ejemplar de Heiligenkreuz, por ejemplo, presenta la figura céntrica en el diagrama del Cedro como el conde Thibaud de Heilly, el patrono fundador del mosteiro de Saint-Laurent-au-Bueyes, mientras en la mayor parte de los otros ejemplares esta figura representa Cristo, o el rey David. Según Clark, lo De Avibus original tendría ciertamente también representado el conde en este diagrama.
De más icónica ilustración de los Aviários es a buen seguro la famosa figura del Palomo y del Gavião bajo los arcos, presente en todos los ejemplares de la obra. Esta ilustración representa el autor, Hugues, y el frade Rainier, a quién la obra es dedicada, y que aún no fue totalmente identificado . Contrariamente a la imagen tal vez severa que se pueda tener que un gavião, este frade Rainier es cognominado "Corde Benignum" en el texto.
Como todos los demás Aviários, el Libro aviar presenta mayor riqueza iconográfica en la primera mitad de la obra: excepto la iluminura final de Adão y Eva (y letras capitulares), todas las iluminuras no alusivas la aves se encuentran en esta parte. Nótese que este fenómeno de presentar la mayor riqueza en cuanto a iluminuras en la primera parte de la obra también vemos, por ejemplo, en el Libro de Horas de D. Duarte. Como quedó dicho, en el Libro aviar la Avestruz y el águila se encuentran intercambiadas en relación con la orden de los restantes Aviários.

### Prólogo y diagramas
- Los cazadores
- El palomo y el gavilán
- De Columba La Paloma de Cristo
- La paloma de David y la paloma de Noé
- De Accipitre (Gavilán)
- De Palma (Arecaceae)
- De Cedro (Cedro)

### Las Aves
- De Pelicano (Pelicano) - Mors pelicani, Passio Christi.
- De Nicticorax - (Ave fantástica, não a actual) Nicticorax in domicilio, conversus in occulto.
- De Corvo (Corvo) - Corvus crocitans, doctor praedicans.
- De Gallo (Galo) - Gallus alis se percutiens est doctor aliis exemplum praebens.
- De Strutio (Avestruz) - Strutio in deserto, simulatio in converso.
- De Aquila (Águia) - Iuventus aquilae, renovatio animae.
- De Grue (Grulla) - Ordine litterato volantes designant ordinate viventes.
- De Milvo (Milano) - Milvus carnes rapiens, desidiosus voluptuosa quaerens.
- De Hirundine (Golondrina) - Clamor hirundinis, dolor poenitentis.
- De Ciconia (Cegonha) - Pietas ciconiae circa pullos est amor magistri erga discipulos.
- De Merula (Tordo) - Merula volitans, suggestio temptans.
- (De Bubone (Corujo) falta: folio danificado)
- De Ansere (Ganso) - Clamor anseris, accusatio fratris.
- De Ardea (Garza) - Volatus ardeae, processus animae.
- De Caladrius (Gralha) - ???
- De Phoenice (Fénix) - Resurrectio huius phoenicis est spes futurae resurrectionis.
- De Perdice (Perdiz) - Furtum perdicis, insidiae daemonis.
- De Coturnice (Codorniz) - Coturnix maria transmeans est anima labentia calcans.
- De Upupa - (Poupa) - Upupa avis spurcissima peccatores designat homines.
- De Cigno - (Cisne) - Albedo cigni, simulatio conversi.
- De Pavone - (Pavo) - Clamor pavonis, terror doctoris.
- De Vulture - (Abutre) - Occulus vulturis est intentio Redemptoris.

## Versión digitalizada
El Archivo Nacional de la Torre del Tombo, en su web en internet, disponibiliza el Libro aviar en versión digitalizada gratuita, en formato TIFF.